# Harry James
 Harry James (Albany, 1916. március 15. – Las Vegas, 1983. július 5.) amerikai dzsessztrombitás. 1939-1946 között egy big band vezetője volt. 1947-ben feloszlatta zenekarát, de rövid időn belül újraszervezte. A zenekar működött egészen Harry James 1983-ban bekövetkezett haláláig. Számos filmben is szerepelt, általában a zenekarával. Nemcsak szólistaként, hanem zenekari karmesterként is sikerült hírnevet szereznie.

## Pályafutása
Harry James egy cirkuszi zenekarmester fia volt.
Kilencéves korában indult zenei karrierje. Trombitás apja cirkuszi zenekarában lépett fel. Középiskolába a texasi Beaumontban járt, majd Texasban dolgozott helyi zenekarokkal, többek között a Doc Ross' Jazz Bandidsben. 1935-től együtt játszott Ben Pollackkal. Első felvételei 1936-ban készültek, és hamarosan New York keresett zenészévé vált.
1937-ben Benny Goodman alkalmazta. A zenekarban − Ziggy Elman mellett − a sztárszólista lett. Benny Goodman mellett 1937-ben Teddy Wilson, 1938-ban Lionel Hampton felvételeibe is bekapcsolódott. 1938 végén elvált Benny Goodmantől, és megalapította saját big bandjét, amely a philadelphiai Benjamin Franklin Hotelben debütált. A zenekar egyik első slágere az All or Nothing at All volt (1939).
Harry James zenekara a dzsessz és a tánczene határán játszott, ahogy az a swingben megszokott volt.
A big bandben olyan nagyszerű előadók szerepeltek, mint Louise Tobin, Frank Sinatra, Helen Forrest, Dick Haymes, Kitty Kallen, Ray Conniff, Ray Sims, Willie Smith, Buddy Rich, Corky Corcoran, Nick Fatool és Juan Tizol.
Harry James olyan virtuóz darabokkal mutatta be trombitatechnikáját, mint a Concerto for Trombit, Carnival of Venice, Flight of the Bumble-Bee, Trombita Rhapsody.
1943-ban feleségül vette az 1940-es évek filmsztárját, Betty Grable-t.
Szerepelt rádióműsorokban és számos filmben. 1944-ben Duke Ellington I'm Beginning to See the Light című dalát komponálta.
1957-ben megalakított egy másik nagyzenekart, amellyel Európában is sikeres volt. (Ezt az együttest azonban sok kritikus a Count Basie Orchestra unalmas epigonjának tekintette). Az 1960-as évek végén Harry James és zenekara elsősorban Las Vegasban lépett fel.

## Lemezválogatás
- Greatest Hits (1939-46)
- Feet Draggin' Blues (1944-47)
- There They Go (1948)
- In Hi-Fi (1955)
- Trumpet Blues (1955-58)
- Verve Jazz Masters 55: Harry James (1959-64)
- Live! Holiday Ballroom, Chicago (1964)

## Díjak
- Harry James Grammy Hall of Fame Awards: 1999 (Trumpet Blues and Cantabile); 2010 (You Made Me Love You (I Didn't Want to Do It)

## Filmek
- Harry James az IMDb-n

## Fordítás
Ez a szócikk részben vagy egészben  a   Harry James című német Wikipédia-szócikk ezen változatának fordításán alapul.  Az eredeti cikk szerkesztőit annak laptörténete sorolja fel. Ez a jelzés csupán a megfogalmazás eredetét és a szerzői jogokat jelzi, nem szolgál a cikkben szereplő információk forrásmegjelöléseként.